# Агафонов, Владимир Петрович
Владимир Петрович Агафонов (31 марта 1933 — 22 ноября 1999) — советский шашист (очные и заочные шашки), тренер, теоретик, специалист в шашечном программировании. Международный гроссмейстер. Гроссмейстер СССР. Заслуженный мастер спорта СССР. Заслуженный тренер России. 11-кратный чемпион Москвы. Чемпион СССР (1974), 5-кратный чемпион СССР по заочной игре, двукратный чемпион мира по заочной игре. Был включен в Книгу рекордов Гиннесса за проведение сеанса одновременной игры на 162 досках. Автор пяти книг по шашкам, в том числе «Курса дебютов. Международные шашки» (1988) — первой энциклопедии шашечных начал в СССР. Один из разработчиков первой отечественной шашечной программы «Шашечный Клуб Гроссмейстера Агафонова» («Гроссмейстер Агафонов»).
Член с (3 октября 1963 года) символического клуба победителей чемпионов мира Роба Клерка.

## Клуб «Локомотив» (Москва)
Начинал в клубе «Локомотив» (Москва) у старшего тренера ЦС ДСО «Локомотив» Н. М. Курносова. Вместе с ним воспитывались Н. Абациев, В. Гагарин, М. Галкин, В. Щёголев, В. Чечиков и др (подробно в книге: Щеголев В. И. «От новичка до чемпиона» М.: «Физкультура и спорт», 1969))

## Тренер
Воспитал нескольких гроссмейстеров и мастеров спорта. Среди тысяч его учеников — Елена Михайловская, первая чемпионка по международным шашкам среди женщин.

## Компьютерные шашки
«Шашечный Клуб Гроссмейстера Агафонова» включает игровые программы по 100-клеточным, бразильским, русским и итальянским шашкам, чекерсу, поддавкам, канадским и 80-клеточным шашкам. Разработка математика-программиста Сергея Бобровского и специалиста по компьютерным технологиям, шашиста Виталия Смирнова под руководством Владимира Агафонова.
На 2013 год не обновляется, морально устарел.